# Kiffe ta race
Kiffe ta race est un podcast de format talk traitant de thématiques liées au racisme. Il est animé par Rokhaya Diallo et Grace Ly. 
Il est diffusé de septembre 2018 à janvier 2023 sur la plateforme Binge Audio, puis de novembre 2023 à février 2024 sur Pseudo Radio. Depuis l'épisode 105, l'émission est produite par ses animatrices et diffusée notamment sur la plateforme Acast.

## Présentation
Leila Abboud explique, dans le Financial times, que Rokhaya Diallo et Grace Ly commencent chaque épisode en demandant à leurs invités (le plus souvent des personnes non-blanches) s'ils se définissent en termes de race, et comment. « Par exemple je suis noire et Grace est asiatique, et vous comment vous définissez-vous ? », demande Diallo ; il s'agit d'une question qui serait banale au Royaume Uni ou aux États-Unis, mais pas en France, où l'on est traditionnellement colour-blind, et où cette question fait naître une suspicion de communautarisme,,.
Selon Diallo, ce podcast veut proposer « un dialogue apaisé sur les questions raciales [et] du féminisme intersectionnel, sans que ce soit présenté comme un problème, comme quelque chose d'anxiogène, ou qu'on se retrouve face à des contradictions virulentes. » De fait, au sujet d'un épisode sur le thème « électrique » de « la race », Sophie Gindensperger de Télérama dit qu'elle « apprécie le ton posé de cette discussion informée, qui prend le temps de la précision. »
Éric Fassin, invité dans l'émission pour parler de la blanchité et du concept de privilège blanc, y explique qu'« il y a toujours cette idée ici que le mot "race" est associé au racisme, donc se débarrasser de tout discours sur la race est la meilleure façon de combattre le racisme [...] c'est une erreur. C'est juste que certaines personnes ne veulent pas y penser, et elles sont en position de pouvoir pour contrôler le discours public. »

## Réception
Début 2022, les quatre-vingts épisodes cumulaient 4 millions d’écoutes. 
Ce podcast est recommandé par de nombreux journalistes,,,,,. L’épisode avec Sarah Mazouz, sur les origines historiques de la notion de « race », est classé parmi les « meilleurs podcasts de la semaine » par Télérama. Élise Racque de Télérama écrit que Rokhaya Diallo et Grace Ly savent ce qu'implique le fait de « ne pas être blanche en France », ce qui leur permet de décrire et d'expliquer « avec humour et sans fausse pudeur », les mécanismes du racisme. Laure Gabus estime dans Le Courrier que ce podcast permet « aux personnes racisées de faire entendre leurs voix ». Zineb Dryef note dans Le Monde que ce podcast contribue au déploiement d'« un mouvement d’émancipation des femmes noires par les femmes noires » en France. 
Au contraire, Anthony Cortes de Marianne, estime que « le programme fait du retour à la race son commerce ». Dans l'ouvrage « Avoir 20 ans en 2020: Le nouveau fossé des générations », Claudine Attias-Donfut et Martine Segalen expliquent que Kiffe ta race fait partie des podcasts (tels que Extimité, Décolonisons-nous, ou Sans blanc de rien) qui nourrissent « une forte mobilisation des jeunes contre le racisme anti-noir », basée sur les « revendications identitaires de ceux qui se réclament les héritiers des colonisés ».

## Publication
- Rokhaya Diallo et Grace Ly, Kiffe ta race : explorer les questions raciales sans tabou, First edition, 13 janvier 2022, 256 p. (ISBN 978-2-412-06640-9)[10]